# Horjul
Horjul è un comune di 2 742 abitanti della Slovenia occidentale.
Dal 1941 al 1943, durante l'occupazione, ha fatto parte della Provincia Italiana di Lubiana.